# Efecte de l'observador (física)
En física, l'efecte de l'observador és la pertorbació d'un sistema observat per l'acte d'observació. Això és sovint el resultat de la utilització d'instruments que, per necessitat, alteren l'estat d'allò que mesuren d'alguna manera. Un exemple comú és comprovar la pressió en un pneumàtic d'automòbil, que fa que una part de l'aire s'escapi, canviant així la pressió per observar-lo. De la mateixa manera, veure objectes no lluminosos requereix que la llum colpegi l'objecte per tal que reflecteixi aquesta llum. Tot i que els efectes de l'observació són sovint insignificants, fins i tot així l'objecte experimenta un canvi (que condueix a l'experiment mental del gat de Schrödinger). Aquest efecte es pot trobar en molts dominis de la física, però normalment es pot reduir a la insignificança mitjançant l'ús de diferents instruments o tècniques d'observació.
Un exemple notable de l'efecte observador es produeix en mecànica quàntica, com es demostra amb l'experiment de la doble escletxa. Els físics han descobert que l'observació de fenòmens quàntics per un detector o un instrument pot canviar els resultats mesurats d'aquest experiment. Malgrat l'efecte observador en l'experiment de doble escletxa és causat per la presència d'un detector electrònic, els resultats de l'experiment han estat interpretats per alguns per suggerir que una ment conscient pot afectar directament la realitat. No obstant això, la necessitat que l'observador sigui conscient (versus simplement existent, com un microorganisme unicel·lular) no està recolzada per la investigació científica, i s'ha assenyalat com un error de concepte arrelat en una mala comprensió de la funció d'ona quàntica ψ i el procés de mesurament quàntic.